# TSV Siems
Der TSV Siems ist ein Sportverein aus Lübeck, der innerhalb des Stadtteils Kücknitz im Bezirk Siems beheimatet ist. Die erste Fußballmannschaft der Männer spielte zwei Jahre in der höchsten Amateurliga Schleswig-Holsteins.

## Geschichte
Der Verein wurde im Frühjahr 1948 von Heimatvertriebenen, die vor allem aus Stettin und Pommern stammten, gegründet. Vier Jahre später gelang der Aufstieg in die Bezirksklasse Süd. Der Verein bezog eine neue Heimspielstätte gegenüber der örtlichen Kläranlage, die von den Gegnern wegen des Gestanks gefürchtet war. Im Jahre 1956 gelang der Aufstieg in die Landesliga Schleswig-Holstein, die als Tabellenletzter prompt wieder verlassen werden musste. 1960 stieg der TSV erneut in die Landesliga auf und konnte auch dieses Mal die Klasse nicht halten. Mit nur zwei Saisonsiegen und 102 Gegentoren wurden die Siemser erneut Letzter.
Im Jahre 1968 qualifizierte sich der TSV für die neu geschaffene Verbandsliga Süd, aus der man 1974 abstieg und gleich in die Bezirksklasse durchgereicht wurde. Im Jahre 2008 verpasste die Mannschaft die neu geschaffene Verbandsliga Süd-Ost, die ein Jahr später erreicht wurde. Nach dem Abstieg im Jahre 2011 tritt der TSV in der Kreisliga Lübeck an. Der Verein zog seine erste Mannschaft während der Saison 2016/17 vom Spielbetrieb zurück. Mit Gerd Saborowski, Deniz Dogan, Ahmet Arslan, Marvin Thiel und Emely Joester brachte der Verein bisher fünf Profifußballer hervor.
Die Frauenmannschaft des TSV spielt seit 2017 in der viertklassigen Oberliga Schleswig-Holstein und gewann 2020 als erster Verein aus der Hansestadt die SHFV-Meisterschaft. Trotz 14 Siegen aus 14 Spielen verblieben die Lübeckerinnen allerdings in der Oberliga, da sie die Zulassungskriterien für die Regionalliga Nord nicht erfüllen konnten.